# 陈丹青
陈丹青（1953年8月11日—），祖籍广东省台山县三合镇良村，生于上海，美籍华人油畫家。畢業於中央美術學院油畫系，師從詹建俊、靳尚誼。从事油画、壁画的創作，业余也发表文艺评论與随笔。1980年代移居美国。1989年，由中华人民共和国护照转持中華民國護照，后持有台胞证。現為美國公民。

## 生平
陈丹青的祖父陈砥中和祖母林秀皆是广东省台山县人。祖父陈砥中为黄埔军校第七期，后成为中華民國國軍高级军官。1950年海南島戰役，解放军攻占海南岛。同年，陈砥中从海南岛转香港抵达台湾。祖母林秀、父亲陈兆炽仍留居中国大陆。
1953年，陈丹青出生于上海。“丹青”来自于文天祥《过零丁洋》中“留取丹心照汗青”一句，故其弟名“丹心”。陈丹青在中学美术老师的指导下开始学习油画，并受到艺术大师颜文梁的影响，同时与陈逸飞、夏葆元等青年画家结识。
1970年到农村插队，先在赣南，后在陈逸飞的帮助下，到南京郊区落户。在此期间，他完成了《给毛主席写信》（表现知识青年立志扎根农村），《泪水洒满丰收田》，以及表现第二次国共内战的若干油画作品和连环画作品，在“美术圈”内广为人知，他的速写当时已成为同行和后学者模仿的范本。
1978年恢复高考时，以同等学历被中央美术学院油画系研究生班录取，1980年毕业留校，任教于油画系。同年，毕业作品《西藏组画》比他以前的作品在全国产生了更广泛的影响，被认为是冲击文革教条化创作模式的代表作品。日后，《西藏组画》被视为他的成名作。
1982年，陈丹青移居美国纽约，为职业画家。1989年，陈丹青抵达台湾，探访祖父陈砥中。他为进入台湾探亲，将中华人民共和国护照换为中華民國護照，获得完整的中華民國國民身份。日后，他进入中国大陆持台胞證。
2000年回到中国，任清华大学美术学院教授、博士生导师。2004年10月，由于不满招生制度，向清华大学美术学院辞职，至2007年研究室六位学生毕业后正式离职。
2006-2008年，任北京奥运会开幕式导演组策划。
进入2010年代，他已成为公共知识分子的典型，视为“民国范儿”的代表。2011年时，微博上有名为陈丹青的帐号称“要退出中国国籍，不再关心这个国家，不上网，不用手机电脑等一切电子产品，不再踏上这片土地”。引发网络舆论关注。陈丹青表示，此微博帐号非他本人。同年12月，先师木心逝世，后帮忙筹建木心美术馆并担任馆长。

## 作品
陈丹青曾在台北（1995年）、香港（1998年）和北京、武汉、沈阳、广州、南京、上海等地（2000年）举办个人画展。
此外，他曾发表有文集《纽约琐记》（2000年）、《陈丹青音乐笔记》（2002年）、《多余的素材》（2003年）、《退步集》（2004年）、《退步集续编》（2007年）、《荒废集》（2009年）、《温故》（时间不详）、《笑谈大先生》（2011年），其中对教育和城市问题也发表许多见解。
参与了2008年北京奥运会开幕式的策划设计活动，并有散文写在张艺谋设计团队中的感触。
曾参加凤凰卫视、竇文濤主持的《锵锵三人行》的节目录制。因剪辑关系，被误以为参加多期节目。2015年，录制视频节目《局部》。

## 历年画展
个展
1995 陈丹青，国立国父纪念馆，台北
1998 陈丹青，香港科技大学艺术中心，香港
2000 陈丹青1968-1999素描油画展，北京、武汉、沈阳、广州、南京、上海
群展
1977 全国美展，中国美术馆，北京
1980 中央美术学院研究生毕业展，中央美术学院展览馆，北京
1982 中华人民共和国美术展，巴黎春季沙龙，巴黎
1998 中华五千年文明艺术展，哥根汉姆博物馆，美国纽约
2001 二十世纪新古典主义回顾展，伍斯登现代美术馆，比利时
2002 中国与德国当代艺术对话展，杜依斯堡现代美术馆，德国杜依斯堡；最初的形象Ⅱ·当代纸上作品展, 艺博画廊，上海
2003 艺术与战争，格拉兹美术馆，奥地利格拉兹
2004 感觉记忆，艺博画廊，上海